# Линдгрен, Челл Норвуд
Челл Норвуд Линдгрен (англ.  Kjell Norwood Lindgren; род. 23 января 1973 года) — астронавт НАСА, 338-й астронавт США и 543-й космонавт мира, доктор медицины, доцент. Участник двух космических полётов на Международную космическую станцию. Первый полёт совершил с 23 июля по 11 декабря 2015 года в составе экипажа транспортного пилотируемого корабля «Союз ТМА-17М», второй полёт — c 27 апреля по 14 октября 2022 года в качестве командира космического корабля SpaceX Crew Dragon «Freedom» в составе миссии SpaceX Crew-4. Участник основных космических экспедиций МКС-44/МКС-45, МКС-67/МКС-68. Продолжительность полётов составляет более 312 суток. Совершил два выхода в открытый космос, суммарной продолжительностью — 15 часов 4 минуты.

## Биография
Челл Норвуд Линдгрен родился 23 января 1973 года в городе Тайбэй на Тайване в семье Рэндаля и Аниты Линдгрен. Имеет скандинавские корни. Большую часть своего детства провёл в Англии. Живя в англоязычной стране, изменил произношение своего имени Хьелль (так оно читается по-норвежски) на более нейтральное Челл.
В Англии же получил начальное школьное образование, где прошёл годичный курс обучения в средней школе Лейкенхит. В 1990 году окончил школу губернатора штата Виргиния при колледже Вильгельма и Марии, а 1991 году среднюю школу Джеймса У. Робинсона-мл. в Фэрфаксе (штат Виргиния). В 1995 году окончил Академию ВВС США и получил степень бакалавра наук в области биологии. Во время обучения изучил севернокитайский язык, входил в команду парашютистов Wings of Blue, где являлся инструктором по прыжкам с парашютом и членом межуниверситетской национальной сборной. В 1996 году, завершив обучение в Университете штата Колорадо, стал магистром в области физиологии сердечно-сосудистой системы. В 2002 году получил премию Гиппократа и степень доктора медицины в Медицинском институте Колорадского государственного университета. В 2005 году проходил курс интернатуры в области экстренной помощи и по своей специализации в медицинском центре города Миннеаполис (штат Миннесота). Курс интернатуры завершил в 2007 году в Национальной медицинской библиотеке и стал магистром здравоохранения, получив данную степень на Медицинском отделении Техасского университета, кроме того, в 2008 году окончил интернатуру по аэрокосмической медицине и получил официальную сертификацию.
Работал доцентом в Медицинском отделении Техасского университета на кафедре семейной медицины факультета клинической профилактики медицины, с 2007 года — авиационным врачом в Космическом центре имени Джонсона НАСА по программе Спейс шаттл, МКС. На момент отбора в отряд астронавтов служил в качестве заместителя полётного врача для экипажа многоразового транспортного космического корабля «Индевор» миссий STS-130 и МКС-24.
Является членом Ассоциации космической медицины, американской академии экстренной медицинской помощи, американской Ассоциации по медицинской информатике, Ассоциации космической медицины, Христианской медицинской и стоматологической помощи и Национальной ассоциации скаутов «Орлы».

## Космическая подготовка
29 июня 2009 года был зачислен кандидатом в астронавты отряда астронавтов НАСА 20-й набор. В июле 2011 года завершил двухгодичный курс общекосмической подготовки и получил квалификацию астронавта.

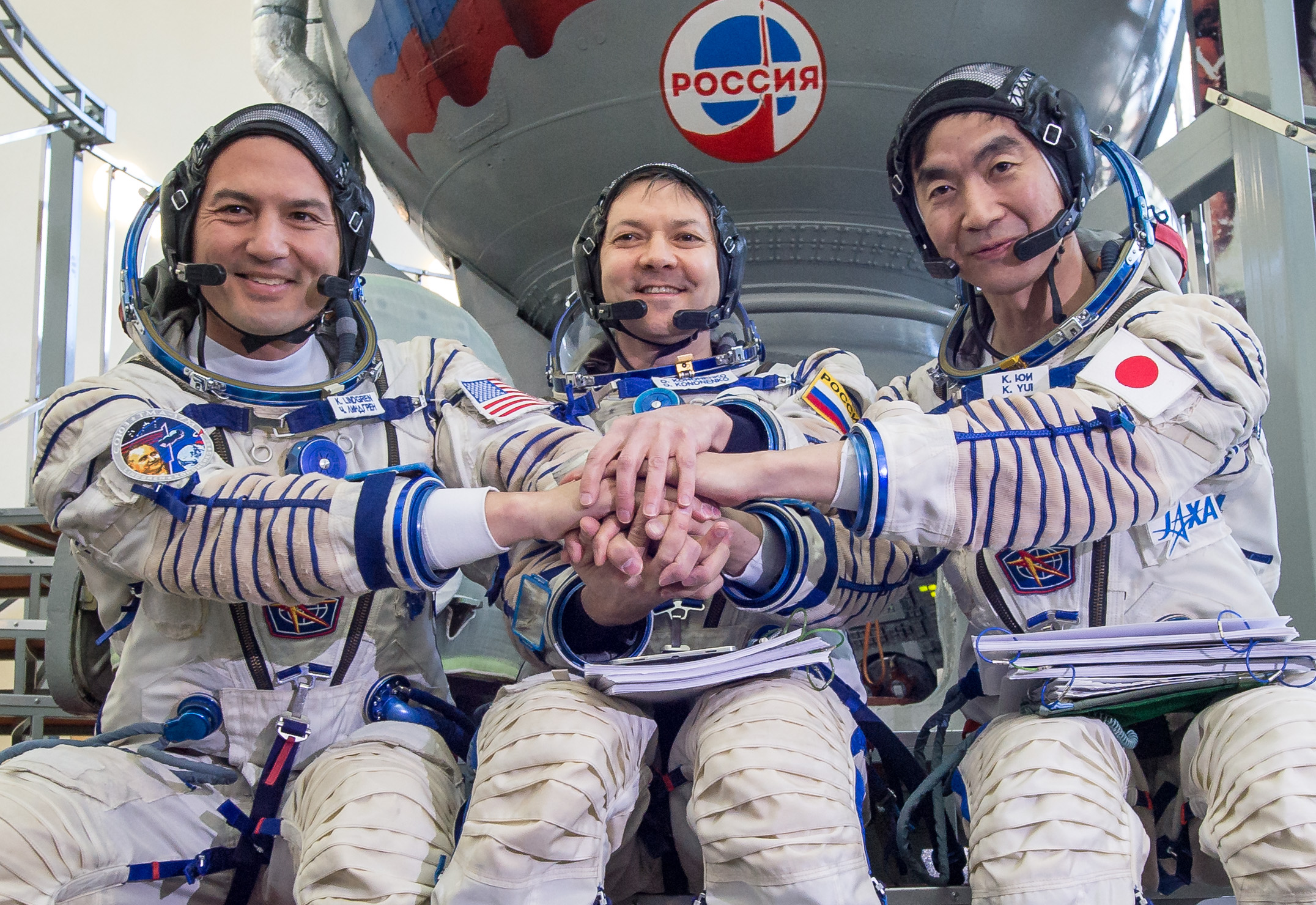
Экипаж «Союз ТМА-17М». Слева направо: Ч. Линдгрен, О. Д. Кононенко, К. Юи.

Подготовка включала в себя научную и техническую подготовку, интенсивное изучение систем Международной космической станции, физиологическую подготовку, лётную подготовку на самолёте Т-38, подготовку по выживанию на воде и в пустынной местности.
В июне 2012 года Линдгрена предполагалось назначить в состав экипажа корабля «Союз ТМА-16М» и членом международных космических миссий МКС-43/44, но утверждён не был, в связи с тем, что было принято решение об осуществлении годового полёта на МКС и назначении в экипаж опытного астронавта — Скотта Келли.
В апреле 2013 года Челл Линдгрен прибыл в ЦПК имени Ю. А. Гагарина, где состоялось его представление руководству и сотрудникам Центра. Начал подготовку к космическому полёту в качестве бортинженера дублирующего экипажа космического корабля «Союз ТМА-15М» (МКС-42) и основного экипажа «Союз ТМА-17М» (МКС-44/45). В январе 2014 года вместе с космонавтом Олегом Кононенко и японским астронавтом Кимия Юи проходил автономную комплексную тренировку по действиям экипажа в случае аварийной посадки зимой в лесисто-болотистой местности.
В октябре 2014 года, совместно с командиром корабля космонавтом О. Кононенко и бортинженером астронавтом К. Юи, сдал экзамен и получил зачёт на тренажере российского сегмента МКС. 6 ноября межведомственная комиссия в Звёздном городке утвердила его бортинженером-2 дублирующего экипажа корабля «Союз ТМА-15М», 22 ноября на космодроме Байконур это назначение было подтверждено Государственной комиссией. 24 ноября, во время старта космического корабля, выполнял обязанности дублёра.
В мае 2015 года экипаж космического корабля в составе О. Кононенко, К. Юи и Ч. Линдгрена, провёл комплексные тренировки в Центре подготовки космонавтов имени Ю. А. Гагарина и успешно сдал экзамен на тренажёре «Союз ТМА-М». 8 июля 2015 года решением межведомственной комиссии Юи был утверждён в состав экипажа очередной экспедиции на Международную космическую станцию, 10 июля 2015 года основной экипаж пилотируемого космического корабля «Союз ТМА-17М» прибыл на космодром Байконур, где прошёл предполётную подготовку. 21 июля Линдгрен был утверждён бортинженером-2 основного экипажа «Союз ТМА-17М».

## Первый полёт

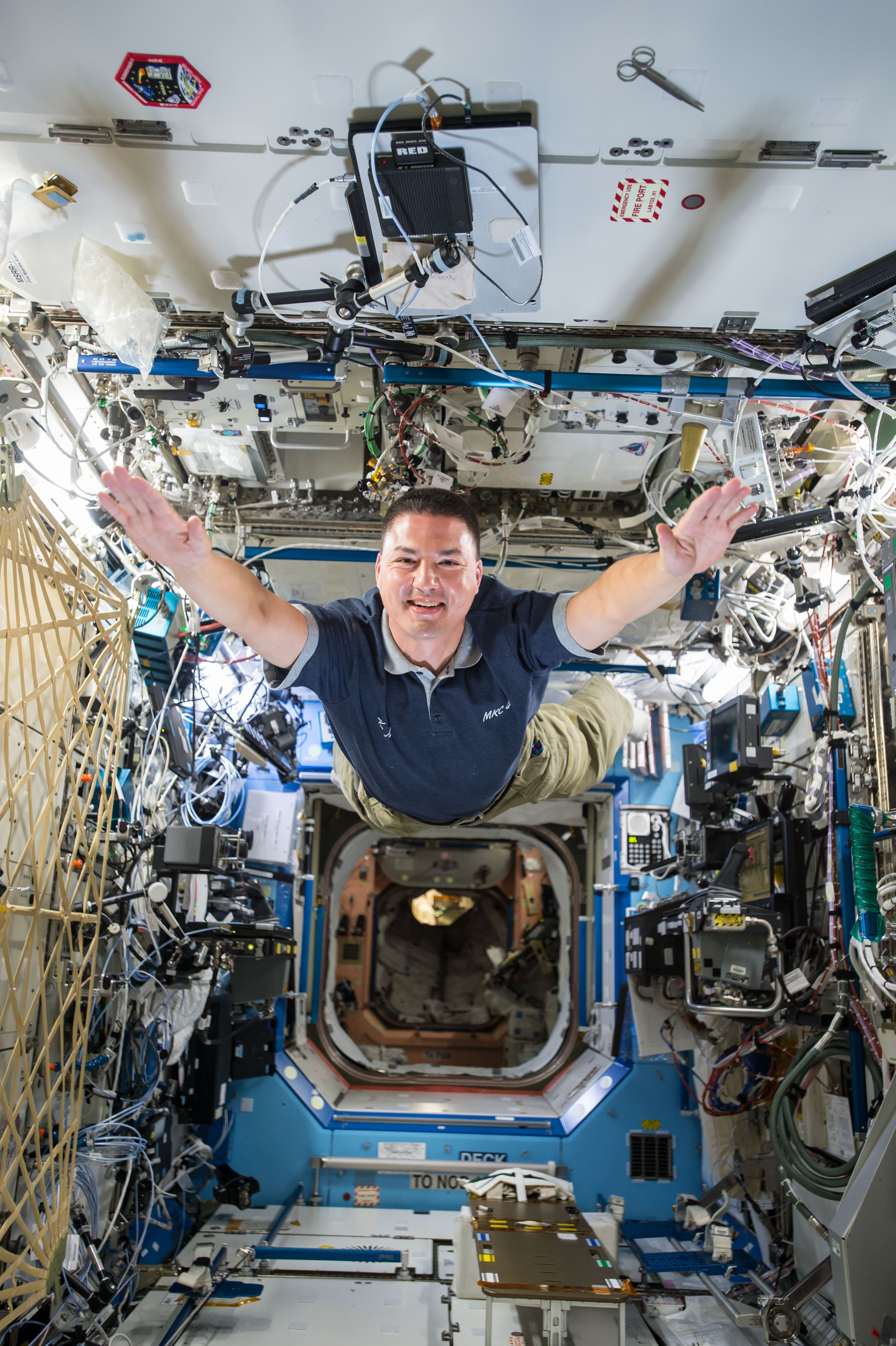
Ч. Линдгрен на борту МКС

Запуск космического корабля «Союз ТМА-17М» первоначально был запланирован на 26 мая 2015 года. Однако после ряда неудачных запусков российских ракет-носителей весной 2015 года было принято решение перенести старт «Союз ТМА-17М» на июль 2015 года.
Полёт начался 23 июля 2015 года. Экипаж корабля «Союз ТМА-17М» в составе командира корабля О. Кононенко, бортинженеров Ч. Линдгрена и К. Юи в 00 часов 03 минуты MSK стартовал с космодрома Байконур к МКС. Подлёт к МКС был выполнен по короткой шестичасовой схеме. В 05 часов 45 минут корабль пристыковался в автономном режиме к малому исследовательскому модулю «Рассвет» российского сегмента космической станции.
Линдгрен находился на МКС пять месяцев. Челл провел эксперимент по изучению влияния невесомости на человеческий глаз. Совершил два выхода в открытый космос. 28 октября 2015 года астронавты Скотт Келли и Челл Линдгрен проложили два кабеля для будущего стыковочного узла, к которому будут осуществлять стыковку американские космические корабли, смазали манипулятор Canadarm-2, установили термоизолирующее покрытие на магнитный альфа-спектрометр AMS. Продолжительностью выхода в открытый космос составила 7 часов 16 минут. 6 ноября 2015 года астронавты Челл Линдгрен и Скотт Келли успешно выполнили реконфигурацию системы охлаждения опорного сегмента станции Р6. Продолжительность выхода в открытый космос составила 7 часов 48 минут.
Вернулся на Землю в спускаемой капсуле «Союз ТМА-17М» 11 декабря 2015.

## После полёта
В июне 2017 года принял участие в миссии НАСА по операциям в экстремальной окружающей среде (NEEMO-22).
Являлся дублёром в первом полёте корабля Dragon по программам Demo-2 (запуск в мае 2020 года) и текущем Crew-1 (запуск в ноябре 2020 года, летел основной экипаж).
С марта 2019 года проходил подготовку в ЦПК имени Ю. А. Гагарина, которая включает изучение системы российского сегмента (РС) МКС, тренировки по аварийным процедурам и действиям экипажа в случае аварий на РС МКС.
Челл включён в «команду Артемис» — группу астронавтов, участвующих в подготовке к полету на Луну в рамках программы Артемида.

## Второй полёт
27 апреля 2022 года Челл Линдгрен в качестве командира космического корабля SpaceX Crew Dragon Freedom отправился второй раз на орбиту в составе миссии SpaceX Crew-4. В этот же день состоялась стыковка корабля с МКС, где астронавт начал работу в составе долговременных экспедиций МКС-67/МКС-68.
Статистика
| # | Стартовый корабль              | Старт, UTC        | Экспедиция               | Корабль посадки                | Посадка, UTC      | Налёт                       | Выходы в открытый космос | Время в открытом космосе |
| - | ------------------------------ | ----------------- | ------------------------ | ------------------------------ | ----------------- | --------------------------- | ------------------------ | ------------------------ |
| 1 | Союз ТМА-17М                   | 22.07.2015, 21:03 | Союз ТМА-17М, МКС-39/40  | Союз ТМА-17М                   | 11.12.2015, 13:12 | 141 сутки 16 часов 09 минут | 2                        | 15 часов 04 минуты       |
| 2 | SpaceX Crew-4 Dragon «Freedom» | 27.04.2022, 07:52 | SpaceX Crew-4, МКС-67/68 | SpaceX Crew-4 Dragon «Freedom» | 14.10.2022, 20:55 | 170 суток 13 часов 3 минуты |                          |                          |
|   |                                |                   |                          |                                |                   | 312 суток 5 часов 12 минут  | 2                        | 15 часов 04 минуты       |

## Награды
За службу в ВВС и НАСА получил следующие награды:
- Медаль ВВС США «За безупречную службу» (1998)[4].
- Медаль «За исключительные достижения» (2013)
- Медаль «За выдающуюся службу» (2016)
- Медаль «За космический полёт» (2016)

## Семья, личная жизнь, увлечения
Челл Линдгрен женат на Кристиан Джонс (англ. Kristiana Jones). В семье трое детей.
Линдгрен любит проводить время с семьёй, увлекается бегом и подводным плаванием с аквалангом, чтением книг, кино, фотографией, любительской астрономией, посещает церковные мероприятия. Линдгрен является радиолюбителем с позывным KO5MOS. Увлекается научной фантастикой и принимает участие в конвентах Worldcon.